# Allium tricoccum
Allium tricoccum là một loài thực vật có hoa trong họ Amaryllidaceae. Loài này được Sol. mô tả khoa học đầu tiên năm 1789.

## Hình ảnh

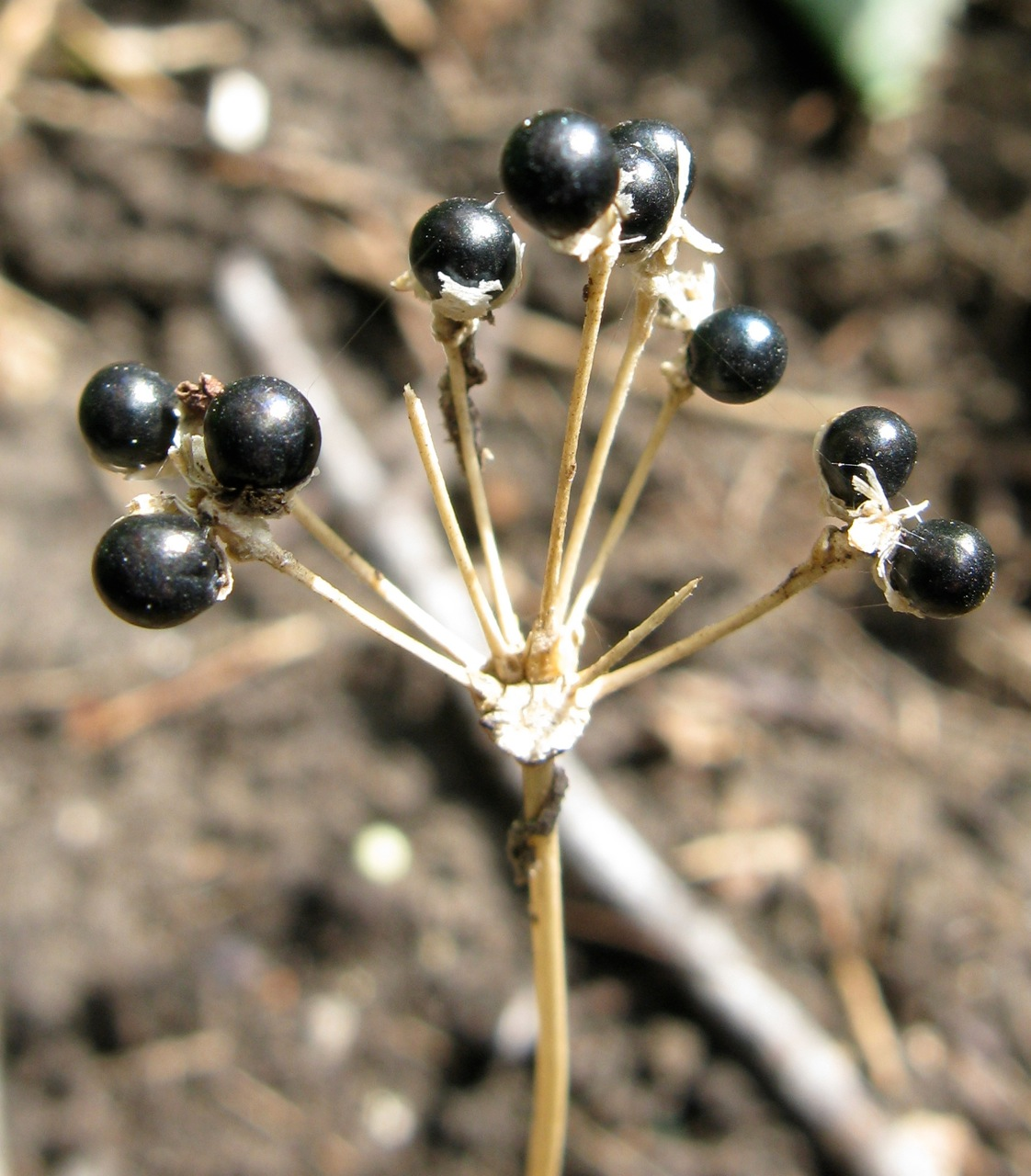
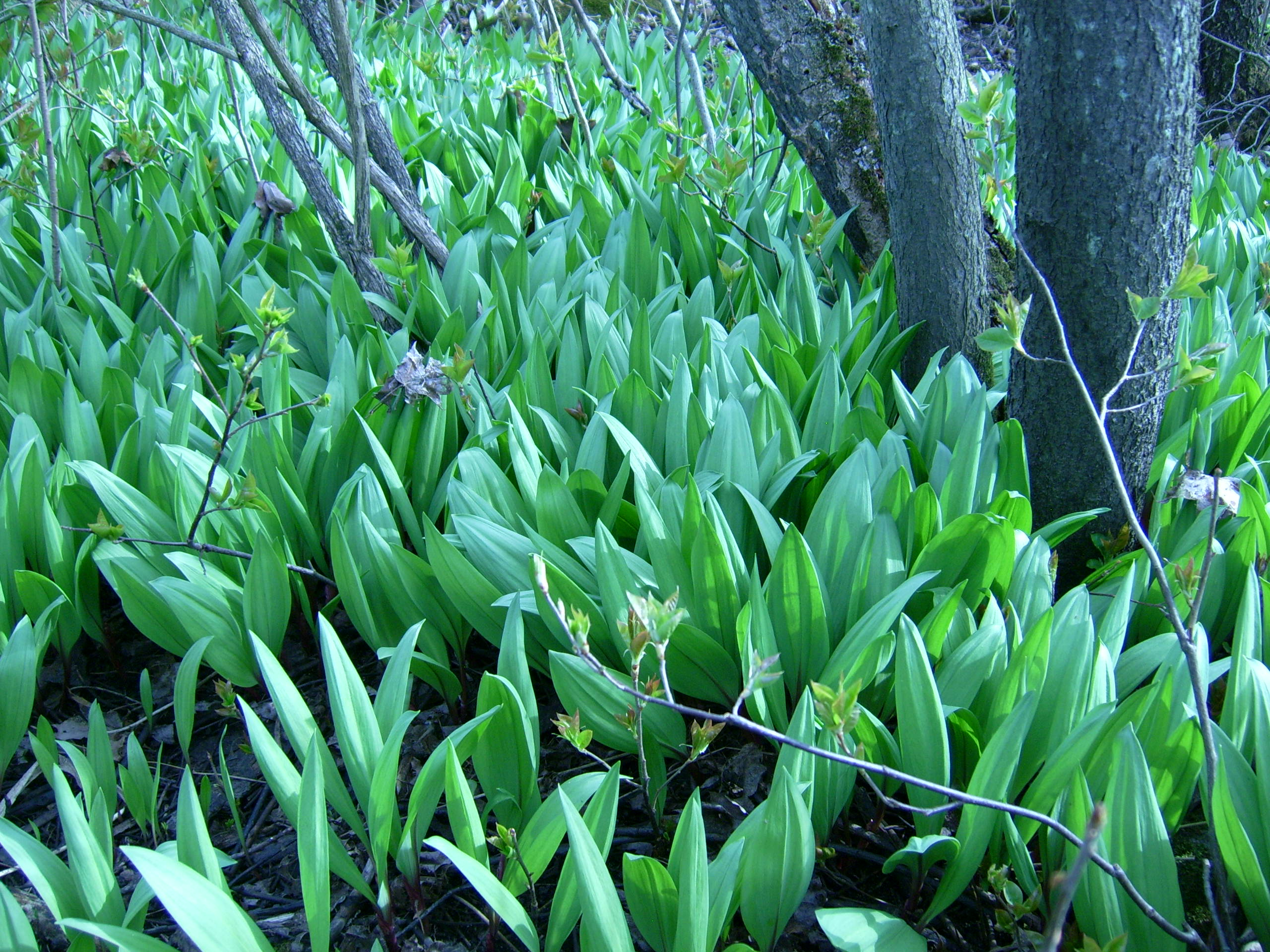
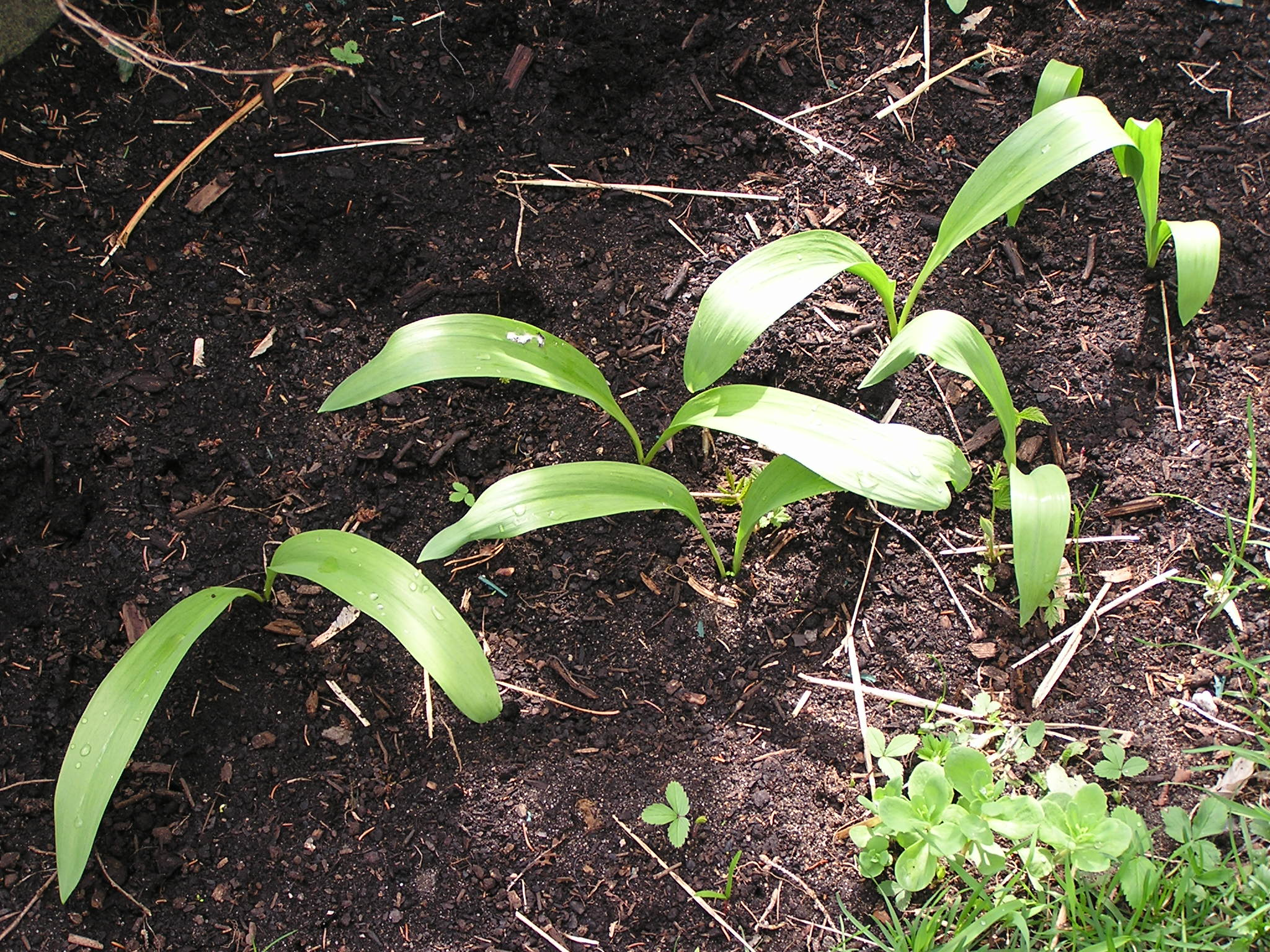
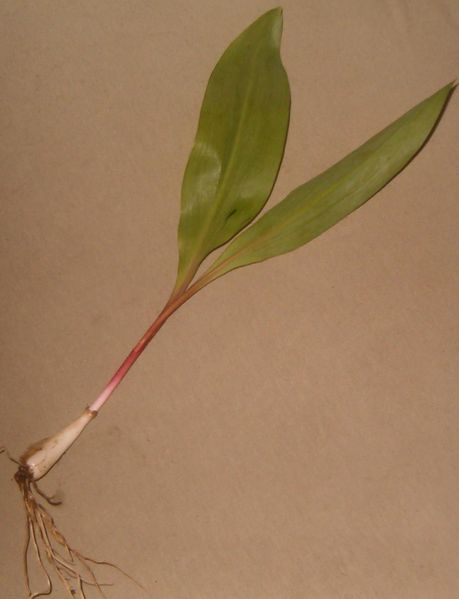